# Politički status Gibraltara
Gibraltar, britanski prekomorski posjed na krajnjem jugu Iberije, subjekt je formalnih zahtjeva za reintegraciju u okvir Kraljevine Španjolske koja ovo područje smatra kolonijom. Velika Britanija je ovaj teritorij okupirala 1704. godine u razdoblju Rata za španjolsku baštinu (1701–1714). Španjolska monarhija je 1713. permanentno predala ovaj teritorij britanskoj upravi kroz članak X Utrechtskog mirovnog sporazuma pri čemu se ova odredba odnosila na teritorij uži od današnjeg teritorija Gibraltara. Španjolska je u narednom razdoblju pokušala ponovno osvojiti Gibraltar vodeći opsade 1727. i 1779–1783. Britanski suverenitet nad Gibraltarom potvrđen je kroz ugovore u Sevilli 1729. i Parizu 1783. godine. Pozicija Ujedinjenih naroda po pitanju političkog statusa Gibraltara definirana je time što se teritorij još od 1946. godine nalazi na listi teritorija bez samoupravnog statusa i kao takav spada u grupu teritorija u kojima postoji obveza provođenja dekolonizacije.
Povratak Gibraltara pod španjolsku vlast postao je službeni cilj vladine politike za vrijeme vladavine diktatorskog režima Francisca Franca, a zadržale su ga i vlasti kroz i nakon razdoblja demokratske tranzicije zemlje. Stanovnici Gibraltara u velikoj većini odbacuju zahtjeve Španjolske pa na teritoriju ne postoji niti jedna politička partija koja bi podržavala ujedinjenje sa Španjolskom. Britanske vlasti prenijele su dei svojih ovlaštenja na lokalnu Vladu Gibraltara koju biraju stanovnici teritorija koji imaju britansko državljanstvo. Na referendumu o podijeljenom suverenitetu iz 2002. godine, koji je unilateralno organizirala Vlada Gibraltara nakon početnog međudržavnog sporazuma o podjeli suvereniteta, 98.97% građana Gibraltara glasalo je protiv podjele suvereniteta sa Španjolskom uz izlaznost od 87.9%. Britanske vlasti od tada odbijaju pregovore o suverenitetu nad ovim teritorijem koji kao stranu u pregovorima ne bi uzimali i eksplicitno izraženu volju stanovnika teritorija.
Zastupnici u lokalnom parlamentu Gibraltara su 2000. godine potpisali deklaraciju jedinstva u kojoj su istakli da narod Gibraltara nikada neće pristati na kompromis, predaju ili trgovinu sa suverenitetom ili svojim pravom na samoodređenje kao i da Gibraltar želi konstruktivne europske odnose sa Španjolskom. Deklaracija je istakla i kako Gibraltar prirapada narodu Gibraltara i da niti Španjolska niti Britanija to pravo ne mogu dovoditi u pitanje. Status Gibraltara i kontrole granice ponovno su postale važno političko pitanje nakon što su građani Ujedinjenog Kraljevstva 2016. godine glasali za izlazak iz Europske unije. Velika većina stanovnika Gibraltara je na referendumu glasala za ostanak u EU, a teritorija je isključena iz sporazuma EU i UK uz odluku da se do postizanja posebnog sporazuma za Gibraltar na ovaj poluotok primjenjuju neformalni dogovori.